# Pachynoa
Pachynoa is een geslacht van vlinders uit de familie van de grasmotten (Crambidae), uit de onderfamilie van de Spilomelinae. De wetenschappelijke naam van dit geslacht is voor het eerst voorgesteld door Julius Lederer in een publicatie uit 1863.

## Soorten
- P. circulalis Sauber, 1899
- P. fruhstorferi E. Hering, 1903
- P. fuscilalis Hampson, 1891
- P. grossalis (Guenée, 1854)
- P. hyalosticta (Hampson, 1899)
- P. hypsalis Hampson, 1896
- P. interrupta Whalley, 1962
- P. limitata Warren, 1892
- P. mineusalis (Walker, 1859)
- P. purpuralis Walker, 1866
- P. sabelialis (Guenée, 1854)
- P. spilosomoides (Moore, 1886)
- P. thoosalis (Walker, 1859)
- P. umbrigera Meyrick, 1938
- P. xanthochyta (Turner, 1933)